# Castianeira floridana
Castianeira floridana är en spindelart som först beskrevs av Banks 1904.  Castianeira floridana ingår i släktet Castianeira och familjen flinkspindlar. Inga underarter finns listade.